# 拉夫·劳伦马球
拉尔夫·劳伦马球（Polo Ralph Lauren）是一个美国服装品牌，创始人为服装设计师拉尔夫·劳伦。这个品牌致力于设计和生产高端的休闲或半正式的男、女士服饰。polo这个词的英文原意是马球，而拉夫·劳伦马球品牌也以它经典的马球衫闻名于世。

## 历史
在1967年，拉尔夫·劳伦介着50,000美元的贷款将拉夫·劳伦马球投入市场。在这之前，他曾为美国驰名品牌布克兄弟（Brooks Brothers）工作。在1968年，他又着手设计男士领带。到了1969年，他已经在曼哈顿的布鲁明黛百货公司设立了精品店。拉夫·劳伦马球品牌在1971年推出了第一系列的女士服饰，同时也在加州的比华利山设立了第一间独立的专卖店。十年后，即1981年，随着在伦敦新邦街设立的第一家跨国专卖店，此品牌正式走向国际化。随之，Polo Sport 体育服饰在1993年被推出。
此品牌旗下经营服饰、饰品、香水、家具以及芝加哥的RL餐馆。同时，与纽约的Memorial Sloan-Kettering癌症中心携手支助哈莱姆区的一家癌症中心。其旗舰店坐落于纽约市麦迪逊大道的前Rhinelander豪宅。
其他的旗舰店位于芝加哥、东汉普敦、伦敦、迈阿米、米兰、棕榈滩和东京。
拉尔夫·劳伦是美国时尚业最大的设计师与经销商之一。每年销售额可达到四十亿美元。

## 经典款式
拉夫·劳伦马球的系列服装中以马球衫最为著名，也可以说马球衫就是拉夫·劳伦马球这个品牌服装的形象代表。经典款式的拉夫·劳伦马球衫是一种贴身的短袖（袖口在手肘上方幾厘米）针织衫，一般为较单一的颜色，有半翻起的短小衣领，不可或缺的是左胸前上织的一个醒目、小巧的标志——一名骑在马上，高举马球球杆，准备挥球的马球运动者——这也是拉夫·劳伦马球的品牌标志。

## 旗下品牌
- Purple Label（1994年创立）
- Black Label
- Ralph Lauren
- RLX
- RRL（Double RL）
- Denim&Supply
- Big&Tall
- Golf
- Tennis
- Rugby（一个独立的子品牌）

### 女士服饰
- Collection
- Black Label
- Blue Label
- Lauren Ralph Lauren
- Lauren Jeans Co.
- RLX
- RRL（Double RL）
- Pink Pony

### 儿童服饰
- Boys
- Girls
- Layette

### 家居
拉夫·劳伦马球的家居商品包括诸如床单、桌布此类的纺织品以及家具、小件摆设、涂料等。拉夫·劳伦马球公司拥有零售商店品牌“Club Monaco”，Club Monaco在拉夫·劳伦马球整个集团的体制下独立运作。

## 体育赞助

### USTA（美国网球协会）
2005年，美国网球协会选择拉尔夫·劳伦公司为美国公开赛的官方服装赞助商。作为合作的一部分，所有场上的球童和官员都穿着专门设计的拉尔夫·劳伦服装。这是Polo首次在网球赛事中赞助。

### 温布尔登
2006年，拉尔夫·劳伦公司成为温布尔登的官方装备供应商。劳伦是该网球赛事历史上第一个被选为为所有场上官员设计制服的设计师。

### 澳大利亚公开赛
2020年，拉尔夫·劳伦公司成为澳大利亚公开赛的官方装备供应商。

### 美国奥林匹克队
拉尔夫·劳伦公司是美国奥林匹克和残奥会代表团的独家官方大游行装备供应商，拥有在美国制造、分销、广告宣传、推广和销售复制大游行服和相关休闲装的权利。该公司与担任品牌大使的运动员建立了合作关系，并成为广告、营销和公关活动的代言人。
拉尔夫·劳伦公司与美国奥林匹克委员会合作，成为美国奥林匹克代表团的官方装备供应商，分别为2008年北京夏季奥运会、2010年温哥华冬季奥运会、2012年伦敦夏季奥运会、2014年索契冬季奥运会和2016年里约夏季奥运会提供装备。
拉尔夫·劳伦设计了美国代表团在开幕式和闭幕式上的官方游行装，以及各种村庄装和配饰。
此前，该公司因为发现其为2012年运动员提供的服装来自中国而受到负面报道， 因此它发誓为2014年奥运会生产的所有产品都来自美国。Kraemer Textiles Inc.从俄勒冈州的Imperial Stock Ranch获得了约6,000磅的美洲大洋羊毛纱线，然后将其送往北卡罗来纳州的Longview Yarns进行染色。衣物的装配由加利福尼亚州的Ball of Cotton完成。最终，有40家美国供应商参与了生产。

## 慈善事业
1989年，拉尔夫·劳伦公司与乔治敦大学医院合作，在华盛顿特区成立了尼娜·海德乳腺癌研究中心，以纪念已故的《邮报》时尚记者。
1994年，拉尔夫·劳伦担任主席，创建了时尚支持乳腺癌的名称和标志，这是CFDA的慈善倡议，调动时尚产业的善意和服务，为国际乳腺癌筹集公众意识和资金。
2000年，拉尔夫·劳伦公司推出了其志愿者计划，激发员工的活力，并与他们工作的社区建立有意义的联系。
2000年9月15日，拉尔夫·劳伦公司启动了Pink Pony运动，这是一个全国性倡议，旨在通过提高公众意识以及加强贫困和未开发社区的预防、筛查和治疗，减少癌症治疗的差异。
2001年，Polo Ralph Lauren基金会在9/11事件后成立了美国英雄基金，使Polo的全球1万名员工以及他们的客户有机会参与救援工作。
2003年，拉尔夫·劳伦在哈莱姆成立了拉尔夫·劳伦癌症护理与预防中心。该中心是劳伦、纪念斯隆-凯特琳和纽约市哈莱姆的North General Hospital之间的合作伙伴关系。
2004年，成立了Polo Fashion School，公司高管与城市内青少年合作，提供对时尚业务的洞察。
2006年成立了Polo Jeans G.I.V.E.（Get Involved Volunteer Exceed）运动，旨在通过志愿服务来激发和鼓励社区服务，支持专注志愿者及其事业的努力。
2008年，Polo Ralph Lauren通过1998年向Save America's Treasures捐款1000万美元，保存了星条旗，这是1813年激发弗朗西斯·斯科特·基写国歌的原始旗帜。然后，该旗帜于2008年11月19日在华盛顿特区的史密森尼国家美国历史博物馆的一个新画廊中揭幕。
2013年7月，拉尔夫·劳伦公司宣布承诺恢复巴黎的美术学院，这是法国最有影响力的艺术学校之一。
2014年，拉尔夫·劳伦公司与皇家马斯登国立医院基金会合作，这是欧洲最大、最全面的癌症中心，共同开展世界一流的乳腺癌研究设施。2016年，拉尔夫·劳伦公司开设了皇家马斯登拉尔夫·劳伦乳腺癌研究中心。
2020年3月，拉尔夫·劳伦公司捐赠1000万美元，并开始制作隔离袍和医用口罩，支持抗击COVID-19。
2022年5月，拉尔夫·劳伦基金会宣布承诺价值2500万美元，用于资助、扩建或建立五个拉尔夫·劳伦癌症中心。该承诺将惠及具有国家癌症研究所（NCI）认证的机构，包括乔治敦洛姆巴迪全面癌症中心、纪念斯隆-凯特琳（MSK）拉尔夫·劳伦中心和其他三个地点。